# 폴 레지나
폴 레지나(Paul Regina, 1956년 10월 25일 ~ 2006년 1월 31일)는 미국의 각본가, 배우이다. 브루클린에서 태어났다.

## 방송
- 쾌걸 조로
- LA 로

## 영화
- 제시 (2011년)
- 재규어맨 (1996년)
- 이별 파티 (1996년)
- 샤론의 씨크리트 (1995년)
- 시카고 특별수사대 (1993년)
- 트랙커 (1993년)
- LA 로 (1986년)
- 쾌걸 조로 (1983년)
- 레니게이드 (1982년)
- 그리운 나의 집 (1981년)
- 계절의 변화 (1980년)